# Coupe du Bangladesh de football
La Coupe du Bangladesh de football est une compétition annuelle de football disputée entre clubs bangladais.

## Palmarès
- 1980 : Mohammedan SC et Brothers Union (trophée partagé)
- 1981 : Mohammedan SC 2-0 Abahani KC
- 1982 : Mohammedan SC et Abahani KC (trophée partagé)
- 1983 : Mohammedan SC 2-0 Abahani KC
- 1984 : Finale entre Mohammedan SC et Abahani KC abandonnée
- 1985 : Abahani KC 1-0 Brothers Union
- 1986 : Abahani KC 2-1 Brothers Union
- 1987 : Mohammedan SC 1-0 Dacca Wanderers
- 1988 : Abahani KC 1-0 Mohammedan SC
- 1989 : Mohammedan SC 2-1 ap Abahani KC
- 1990 : Compétition non disputée
- 1991 : Brothers Union 0-0 (4-2 tab) Mohammedan SC
- 1992-1993 : Compétition non disputée
- 1994 : Muktijoddha Sangsad KC 3-2 Abahani KC
- 1995 : Mohammedan SC 0-0 (6-5 tab) Abahani KC
- 1996 : Compétition non disputée
- 1997 : Abahani KC 2-1 Arambagh KS
- 1998 : Compétition non disputée
- 1999 : Abahani KC 0-0 (5-3 tab) Muktijoddha Sangsad KC
- 2000 : Abahani KC 2-1 Mohammedan SC
- 2001 : Muktijoddha Sangsad KC 3-0 Arambagh KS
- 2002 : Mohammedan SC 1-0 Muktijoddha Sangsad KC
- 2003 : Muktijoddha Sangsad KC 2-1 Mohammedan SC
- 2004 : Compétition non disputée
- 2005 : Brothers Union 1-0 Muktijoddha Sangsad KC
- 2006-2007 : Compétition non disputée
- 2008 : Mohammedan SC 1-1 (3-2 tab) Abahani KC
- 2009 : Mohammedan SC 0-0 (4-1 tab) Abahani KC
- 2010 : Abahani KC 5-3 Sheikh Jamal DC
- 2011-12 : Sheikh Jamal Dhanmondi Club 3-1 Team BJMC
- 2012 : Sheikh Russell KC 2-1 ap Sheikh Jamal DC
- 2013 : Sheikh Jamal DC 1-0 Muktijoddha Sangsad KC
- 2014 : Compétition non disputée
- 2015 : Sheikh Jamal DC 6-4 ap Muktijoddha Sangsad KC
- 2016 : Abahani KC 1-0 Arambagh KS
- 2017 : Abahani KC 3-1 Abahani Limited Chittagong
- 2018 : Abahani KC 3-1 Bashundhara Kings
- 2019-2020 : Bashundhara Kings 2-1 Rahmatganj MFS
- 2020-2021 : Bashundhara Kings 1-0 Saif SC
- 2021-2022 : Abahani KC 2-1 Rahmatganj MFS
- 2022-2023 : Mohammedan SC 4-4 ap, 4-2 tab Abahani KC
- 2023-2024 : Bashundhara Kings 2-1 ap Mohammedan SC

## Liens
- (en) Palmarès de la Coupe du Bangladesh sur le site RSSSF.com